# Rosa noisettiana
Rosa noisettiana là loài thực vật có hoa trong họ Hoa hồng. Loài này được Thory miêu tả khoa học đầu tiên.